# Hans Plawky
Hans Plawky (* 29. Mai 1926 in Ratibor; † 28. Juni 2007 in Münster) war ein deutscher Fußballspieler. Mit der SpVgg Fürth nahm der Abwehrspieler an der Endrunde zur deutschen Meisterschaft teil.

## Sportlicher Werdegang
Der aus Oberschlesien stammende Plawky spielte in seiner Jugend bei Preußen 06 Ratibor im heute zu Polen gehörenden Racibórz. Nach dem Zweiten Weltkrieg kam er nach Bayern, wo er in Schondorf am Ammersee beim örtlichen Klub TSV Schondorf spielte. Von dort wechselte er zum TSV 1860 München, für den er in der Spielzeit 1947/48 zu vier Spieleinsätzen in der Oberliga kam. Als Vizemeister der seinerzeit höchsten deutschen Spielklasse qualifizierte er sich mit dem Klub für die Meisterschaftsendrunde 1947/48, beim Viertelfinal-Aus gegen den späteren deutschen Vizemeister 1. FC Kaiserslautern wirkte er jedoch nicht mit.
Im September 1948 wechselte Plawky zum Absteiger SpVgg Fürth, der in der Landesliga Bayern antrat. In der Spielzeit 1948/49 stellten die Fürther zwar mit 113 Toren und 18 Gegentreffern zwar jeweils den besten Angriff sowie die beste Verteidigung der Liga, dennoch reichte es hinter dem SSV Jahn Regensburg nur zu Vizemeisterschaft. Diese berechtigte jedoch zur Teilnahme an der Aufstiegsrunde zur Oberliga, in der sich die Franken mit fünf Siegen aus sechs Spielen vor CSC 03 Kassel, dem 1. FC Pforzheim und dem FV Zuffenhausen durchsetzten. Während Plawky in der regulären Spielzeit 22 der 30 Saisonspiele bestritten hatte, war er in den Entscheidungsspielen dauerhaft Stammkraft. Dies setzte sich auch in der Spielzeit 1949/50 fort, in 27 Spielern war er eine der Stützen, die den Aufsteiger zur süddeutschen Meisterschaft vor dem späteren deutschen Meister VfB Stuttgart, dem Vorjahres-Südmeister Kickers Offenbach und dem amtierenden deutschen Meister VfR Mannheim führten. In der Meisterschaftsendrunde bestritt er alle drei Partien der „Kleeblätter“, die im in Frankfurt am Main ausgetragenen Halbfinale mit einer 2:4-Niederlage an den Stuttgartern scheiterten. Hinter dem Lokalrivalen 1. FC Nürnberg zogen die Fürther auch im folgenden Jahr in die Endrunde ein, in der neu eingeführten Gruppenphase blieb jedoch nur der dritte Platz und damit das vorzeitige Ausscheiden. Während er in der Oberliga weitere 25 Partien bestritten hatte, blieb er in der Endrunde ohne Einsatz.
Im Juni 1951 ging Plawky nach Westdeutschland, wo er sich dem deutschen Vizemeister Preußen Münster anschloss. Mit dem Klub platzierte er sich in den folgenden Jahren im Mittelfeld der Oberliga West. Zeitweise dabei ohne reguläre Einsätze kam er in vier Jahren für die Schwarz-Weiß-Grünen auf insgesamt 50 Erstligaspiele. Anschließend beendete er seine aktive Laufbahn.
Plawky war ab 1955 bei verschiedenen Vereinen im westdeutschen Amateurfußball als Trainer tätig. Zunächst übernahm er 1955 den SC Greven 09 in der seinerzeit zweitklassigen Landesliga Westfalen, mit dem er jedoch die Qualifikation für die neu gegründete Verbandsliga Westfalen verpasste. Später trainierte er den SV Bockum-Hövel, mit dem er 1960 aus der Verbandsliga Westfalen abstieg. Weitere Stationen waren Borussia Rheine (1964/65) und Rasensport Coesfeld (1971/72), ehe er zu Preußen Münster zurückkehrte und dort zwischen 1973 und 1977 die Amateurmannschaft betreute.